# Polnische Fußballnationalmannschaft/Weltmeisterschaften
Der Artikel beinhaltet eine ausführliche Darstellung der polnischen Fußballnationalmannschaft bei Fußball-Weltmeisterschaften. Die Polen konnten sich bisher neunmal für Weltmeisterschaften qualifizieren und liegen als zweitbeste Mannschaft mit maximal neun Teilnahmen auf dem 16. Platz der ewigen Rangliste. Die besten Platzierungen waren die jeweils dritten Plätze in den Jahren 1974 und 1982. Bei den letzten vier Teilnahmen wurde die Gruppenphase aber dreimal nicht überstanden.

## Übersicht
| Jahr | Gastgeberland      | Teilnahme bis …    | letzte(r) Gegner                 | Ergebnis | Trainer             | Bemerkungen und Besonderheiten |
| ---- | ------------------ | ------------------ | -------------------------------- | -------- | ------------------- | --- |
| 1930 | Uruguay            | nicht teilgenommen | –                                | –        |                     | |
| 1934 | Königreich Italien | zurückgezogen      | –                                | –        |                     | |
| 1938 | Frankreich         | Achtelfinale       | Brasilien                        | 11.      | Józef Kałuża        | Ernst Willimowski erzielt als erster Spieler vier Tore in einem WM-Spiel. |
| 1950 | Brasilien          | nicht teilgenommen | –                                | –        |                     | - |
| 1954 | Schweiz            | zurückgezogen      | –                                | –        |                     | Polen wollte in der Qualifikation die Spiele gegen Ungarn vermeiden |
| 1958 | Schweden           | nicht qualifiziert | –                                | –        |                     | in der Qualifikation im Entscheidungsspiel an der UdSSR gescheitert |
| 1962 | Chile              | nicht qualifiziert | –                                | –        |                     | in der Qualifikation an Jugoslawien gescheitert |
| 1966 | England            | nicht qualifiziert | –                                | –        |                     | in der Qualifikation an Italien gescheitert |
| 1970 | Mexiko             | nicht qualifiziert | –                                | –        |                     | in der Qualifikation an Bulgarien gescheitert |
| 1974 | BR Deutschland     | Spiel um Platz 3   | Brasilien                        | 3. Platz | Kazimierz Górski    | Wasserschlacht von Frankfurt, Grzegorz Lato Torschützenkönig |
| 1978 | Argentinien        | Zwischenrunde      | Argentinien, Peru, Brasilien     | 5.       | Jacek Gmoch         | Eröffnungsspiel gegen Deutschland |
| 1982 | Spanien            | Spiel um Platz 3   | Frankreich                       | 3. Platz | Antoni Piechniczek  | |
| 1986 | Mexiko             | Achtelfinale       | Brasilien                        | 14.      | Antoni Piechniczek  | |
| 1990 | Italien            | nicht qualifiziert | –                                | –        |                     | in der Qualifikation an Schweden und England gescheitert |
| 1994 | USA                | nicht qualifiziert | –                                | –        |                     | in der Qualifikation an Norwegen und der Niederlande gescheitert |
| 1998 | Frankreich         | nicht qualifiziert | –                                | –        |                     | in der Qualifikation an England und Italien gescheitert |
| 2002 | Südkorea Japan     | Vorrunde           | Südkorea, Portugal, USA          | 25.      | Jerzy Engel         | |
| 2006 | Deutschland        | Vorrunde           | Ecuador, Deutschland, Costa Rica | 21.      | Paweł Janas         | |
| 2010 | Südafrika          | nicht qualifiziert | –                                | –        |                     | in der Qualifikation an der Slowakei und Slowenien gescheitert |
| 2014 | Brasilien          | nicht qualifiziert | –                                | –        |                     | in der Qualifikation an England gescheitert |
| 2018 | Russland           | Vorrunde           | Senegal, Kolumbien, Japan        | 25.      | Adam Nawałka        | Nach zwei Niederlagen in den ersten beiden Gruppenspielen hatte Polen schon vor dem letzten Gruppenspiel keine Chance mehr das Achtelfinale zu erreichen. |
| 2022 | Katar              | Achtelfinale       | Frankreich                       | 15.      | Czesław Michniewicz | In der Qualifikation wurde Polen hinter England Gruppenzweiter, konnte sich aber in den Playoffs gegen Schweden für die WM-Endrunde qualifizieren. Gegner in der Vorrunde in Katar waren Argentinien, Saudi-Arabien und Mexiko. Im Achtelfinale verlor Polen 1:3 gegen Frankreich. |

Statistik (Angaben inkl. 2022: 22 Weltmeisterschaften; Prozentangaben sind gerundet)

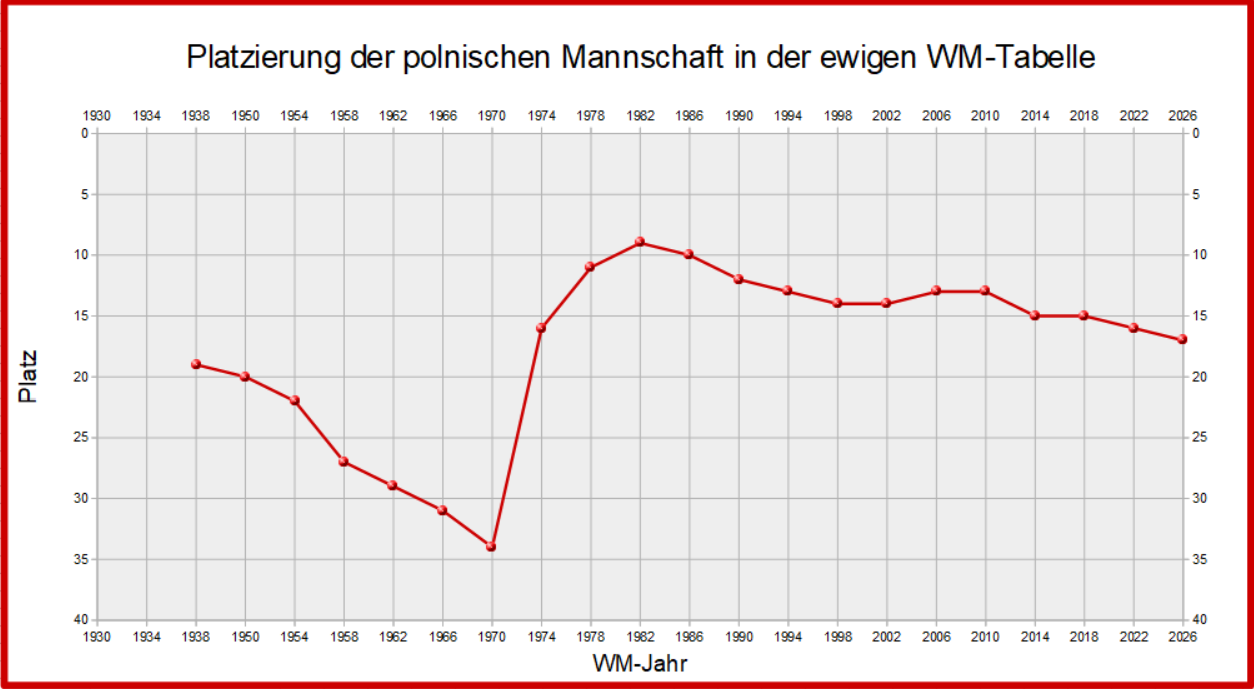
Platzierung der polnischen Mannschaft in der ewigen WM-Tabelle

- Teilnahmeverzicht: 2 × (9 %; 1930, 1950)
- Zurückgezogen: 2 × (9 %; 1934, 1954)
- Nicht qualifiziert: 9 × (41 %; 1958, 1962, 1966, 1970, 1990, 1994, 1998, 2010 und 2014)
- Sportliche Qualifikation: 9 × (41 % bzw. bei 50 % der Versuche)
  - Vorrunde: 3 × (14 %; 2002, 2006 und 2018)
  - Achtelfinale: 3 × (14 %; 1938, 1986 und 2022)
  - Zwischenrunde der besten 8 Mannschaften: 1 × (5 %; 1978)
  - Dritter: 2 × (9 %; 1974, 1982)

Häufigster letzter Gegner: Brasilien 4 × (1938, 1974, 1978, 1986)

## WM-Turniere

### 1930 in Uruguay
Wie die meisten europäischen Mannschaften nahm auch die polnische nicht an der ersten WM teil.

### 1934 in Italien
Für die erste WM in Europa musste sich Polen gegen die Tschechoslowakei qualifizieren. Nachdem die polnische Mannschaft zuhause mit 1:2 verloren hatte, trat sie zum Rückspiel nicht an, weil die polnische Regierung auf Grund von Grenzstreitigkeiten zwischen beiden Staaten keine Reisegenehmigung erteilte. Die Tschechoslowakei war damit für die WM qualifiziert.

### 1938 in Frankreich

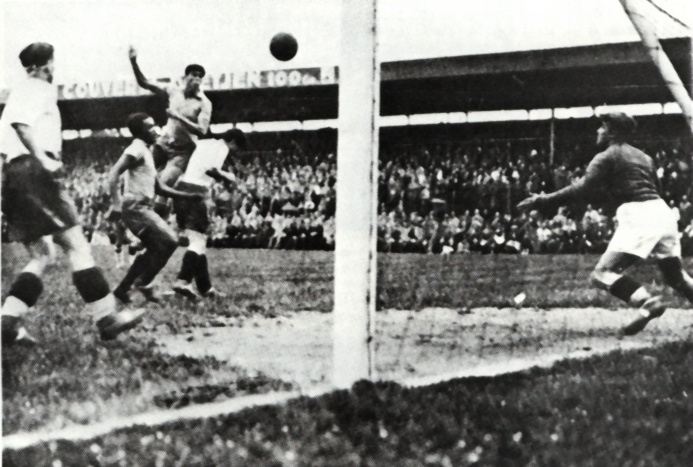
Szene aus dem Spiel gegen Brasilien

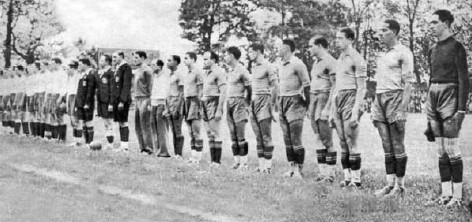
Die polnische und brasilianische Mannschaft vor dem 1. WM-Spiel der Polen

Für die erste WM in Frankreich musste Polen sich gegen Jugoslawien qualifizieren. Das Hinspiel in Warschau wurde mit 4:0 gewonnen, das Rückspiel mit 0:1 in Belgrad verloren, womit Polen erstmals qualifiziert war. In Frankreich scheiterte die polnische Mannschaft in der ersten Runde mit 5:6 nach Verlängerung an Brasilien. Das Spiel gilt als eines der besten und dramatischsten in der WM-Historie. Ernst Willimowski erzielte als erster Spieler in der Geschichte der WM-Endrunde in diesem Spiel vier Tore.

### 1950 in Brasilien
Zwar bestritt Polen bereits seit 1947 wieder zahlreiche Länderspiele, an der zweiten WM in Südamerika nahm man aber nicht teil.

### 1954 in der Schweiz
Für die Fußball-Weltmeisterschaft 1954 sollte Polen in der Qualifikation gegen Ungarn antreten. Aufgrund der Dominanz der Ungarn in dieser Zeit, die 1952 Olympiasieger geworden waren und als erste kontinentaleuropäische Mannschaft in England gewonnen hatten, rechneten sich die Polen keine Chance aus und verzichteten auf die Qualifikation.

### 1958 in Schweden
Für die Fußball-Weltmeisterschaft 1958 konnte sich Polen nicht qualifizieren. In einer Gruppe mit der UdSSR und Finnland, gewannen Polen und die UdSSR ihre Heimspiele gegeneinander sowie jeweils beide Spiele gegen die Finnen. So hatten beide am Ende 6:2 Punkte und da die Tordifferenz oder das Torverhältnis nicht zählte, gab es ein Entscheidungsspiel in Leipzig. Dieses verlor Polen mit 0:2 und die UdSSR mit Torhüter Lew Jaschin war erstmals für die WM qualifiziert.

### 1962 in Chile
Für die dritte WM in Südamerika musste Polen sich gegen Jugoslawien qualifizieren. Das Hinspiel in Belgrad wurde mit 1:2 verloren, das Rückspiel in Warschau endete 1:1, womit Polen ausgeschieden war. Jugoslawien musste dann noch gegen den Sieger der Asien-Qualifikation antreten und gewann in beiden Spielen gegen Südkorea. Jugoslawien erreichte bei der WM in Chile den vierten Platz.

### 1966 in England
Für die WM im „Mutterland des Fußballs“ musste Polen in Gruppe mit Italien, Schottland und Finnland antreten, belegte aber am Ende nur Platz 3. Italien qualifizierte sich für die WM in England, schied aber dort überraschenderweise in der Vorrunde aus.

### 1970 in Mexiko
Wieder konnte sich Polen nicht für die WM qualifizieren. In einer Gruppe mit Bulgarien, der Niederlande und Luxemburg fehlte am Ende ein Punkt, nachdem beide Auswärtsspiele in Bulgarien und den Niederlanden verloren wurden, die Bulgaren aber in den Niederlanden einen Punkt holten. Bulgarien qualifizierte sich für die WM in Mexiko und schied dort in der Vorrunde aus.

### 1974 in Deutschland

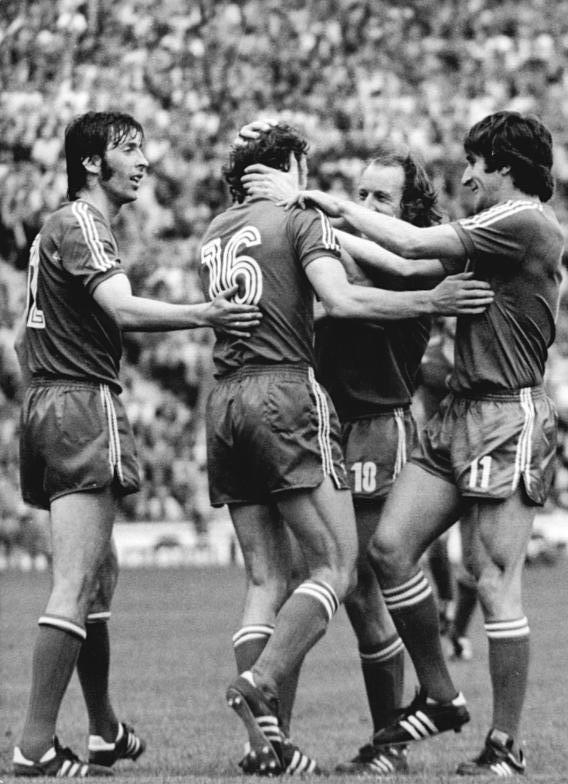
Polen feiert den Sieg gegen Brasilien

Erstmals nach dem Zweiten Weltkrieg konnte sich Polen, das 1972 unter Kazimierz Górski Olympiasieger geworden war, für die WM qualifizieren. Dabei konnten Ex-Weltmeister England und Wales in der Qualifikation ausgeschaltet werden. Zwar begann die Qualifikation für die Polen schlecht mit einem 0:2 in Wales, aber dann wurden England und Wales in Chorzów mit 2:0 bzw. 3:0 besiegt. Allerdings erlitt Rekordtorschütze Włodzimierz Lubański, einer der Torschützen im Spiel gegen England durch ein Foul einen Kreuzbandriss und fiel mehrere Monate aus. Da England im Heimspiel gegen Wales nur ein 1:1 erreicht hatte, war ein Remis im letzten Spiel in London ausreichend für die Qualifikation. Im ausverkauften Wembley-Stadion wurde Torhüter Jan Tomaszewski gegen die Engländer, bei denen mit Martin Peters noch ein 66er-Weltmeister mitspielte, zum Matchwinner für Polen. Jan Domarski hatte nach einem Konter die Polen in der 57. Minute in Führung gebracht und wurde damit zum gefeierten Nationalheld. Zwar konnte Allan Clarke sechs Minuten später per Elfmeter ausgleichen, vorher und danach konnte Tomaszewski aber nicht überwunden werden.
Die WM-Auslosung brachte allerdings nicht minder hochkarätige Gegner: Den Vizeweltmeister von 1970 Italien, den Geheimfavoriten Argentinien und den Außenseiter und WM-Neuling Haiti, aber Polen sollte zur Überraschungsmannschaft des Turniers werden. Durch zwei Spiele im April kurz vor der WM in Haiti, von denen sogar eins verloren wurde, hatte die Mannschaft die karibische Spielweise kennengelernt, Italien ließ sich dagegen im ersten Auftaktspiel von Haiti überraschen und hatte übersehen, dass die Polen mit neun Olympiasiegern angetreten waren und die Mannschaft mit jungen Spielern noch verstärkt hatte. Das erste WM-Spiel der Polen nach 36 Jahren sorgte gleich dafür, dass die polnische Mannschaft mit kraftvollem Offensivfußball zu einer der beliebtesten Mannschaften des Turniers wurde. Argentinien wurde mit 3:2 besiegt. Nach einem ungefährdeten 7:0-Erfolg über Haiti warfen sie mit 2:1 den großen Favoriten Italien aus dem Turnier. In der Zweiten Finalrunde, die erstmals in Gruppen ausgetragen wurde, trafen die Polen auf den Gastgeber und Europameister Deutschland, auf Schweden und Jugoslawien. Nach zwei knappen Siegen mit 1:0 über Schweden und 2:1 über Jugoslawien kam es zu einem quasi Halbfinalspiel gegen die ebenfalls mit zwei Siegen in der Zweiten Finalrunde gestartete deutsche Mannschaft, der allerdings ein Remis für den Finaleinzug reichte. In der legendären Wasserschlacht von Frankfurt verlor die technisch bessere Mannschaft gegen Deutschland mit 0:1. Sie scheiterte nach 90-minütigen Anrennen auf das deutsche Tor vor allem an einem Weltklasse-Torhüter namens Sepp Maier. Es half auch nichts, dass Polen einen ebenbürtigen Torhüter aufweisen konnte. Jan Tomaszewski hielt in der 53. Spielminute sogar einen Foulelfmeter von Uli Hoeneß.
Im Spiel um den dritten Platz gegen den Titelverteidiger und Rekordweltmeister Brasilien gewann Polen mit 1:0 durch ein Tor von Grzegorz Lato, der mit sieben Treffern auch Torschützenkönig des Turniers wurde. Es ist bis heute der einzige polnische Sieg gegen die brasilianische A-Nationalmannschaft. Górski führte die Mannschaft anschließend noch zur Silbermedaille bei den Olympischen Spielen 1976 in Montreal. Da dies in Polen aber als Misserfolg angesehen wurde, trat er anschließend von seinem Amt zurück.

### 1978 in Argentinien
Für die vierte WM in Südamerika qualifizierte sich Polen unter dem neuen Nationaltrainer Jacek Gmoch souverän mit 11:1 Punkten gegen Portugal, Dänemark und Zypern, wobei nur im letzten Spiel gegen Portugal ein Punkt abgegeben wurde.
Nach den Erfolgen der letzten Weltmeisterschaft und den letzten beiden Olympischen Spielen war der Erfolgsdruck aus der Heimat für die polnische Mannschaft enorm. Man erwartete eine Steigerung des dritten Platzes von 1974. Dies war in Argentinien jedoch wesentlich schwieriger. Außerdem war die goldene Mannschaft auch einige Jahre älter geworden. Im Eröffnungsspiel gegen Weltmeister Deutschland war man zwar die bessere Mannschaft, kam aber über ein 0:0 nicht hinaus und setzte damit die Tradition der torlosen Eröffnungsspiele fort. Mit Siegen über Tunesien und Mexiko erreichte man aber dennoch als Gruppenerster die zweite Runde. Hier trafen die Polen auf drei südamerikanische Mannschaften und verloren gegen Brasilien und Argentinien mit sehr viel Pech. Lediglich Peru konnte mit 1:0 besiegt werden. Gmoch stellte nach der WM sein Amt zur Verfügung.

### 1982 in Spanien
Für die Qualifikation zur WM auf der iberischen Halbinsel wurde Polen in die einzige europäische Dreiergruppe gelost und gewann unter Antoni Piechniczek alle vier Spiele gegen die DDR und Malta.
Polen steckte aber 1982 in einer schweren innenpolitischen Krise. Im Dezember 1981 war der Kriegszustand durch General Wojciech Jaruzelski ausgerufen worden und in der Heimat hegte man keine großen Hoffnungen, als die Mannschaft nach Spanien aufbrach. Von November 1981 bis zur WM hatte die Mannschaft kein Spiel ausgetragen. Die ersten Gruppenspiele entsprachen dann auch dem Gemütszustand der gesamten Nation, konnten aber genutzt werden, um sich einzuspielen. Gegen Italien schien ein 0:0 zwar noch als Erfolg, doch das 0:0 gegen WM-Neuling Kamerun war dann eine Enttäuschung. Durch einen fulminanten 5:1-Sieg gegen Peru wurde man letztendlich aber sogar noch Gruppensieger. Dieser Sieg wirkte wie ein Befreiungsschlag und in der zweiten Runde drehte die Mannschaft um ihren neuen Star Zbigniew Boniek dann erst richtig auf. Belgien wurde durch Boniek fast im Alleingang mit 3:0 geschlagen und gegen den „Erzfeind“ Sowjetunion reichte ein 0:0 zum Einzug ins Halbfinale. Hier traf man erneut auf die Italiener, die jedoch ebenso wie Polen inzwischen aufgewacht waren und nach Siegen über Brasilien und Argentinien Polen nicht mehr als Hürde empfanden, insbesondere da Polen ohne Boniek spielen musste, der gegen die UdSSR in der 88. Minute seine zweite Gelbe Karte erhalten hatte. So ging das Halbfinale mit 0:2 verloren. Im Spiel um den dritten Platz bezwangen sie dann Frankreich, das mit Michel Platini am Anfang einer großen Ära stand, mit 3:2. Platini und Boniek wurden später Klubkameraden bei Juventus Turin.

### 1986 in Mexiko
Die Qualifikation zur zweiten WM in Mexiko führte Polen und Belgien in eine Gruppe mit Albanien und Griechenland. Nach einem Sieg gegen Griechenland gab es einen Dämpfer gegen Albanien, gegen das in Mielec nur ein 2:2 gelang. Da Albanien aber daheim gegen die Belgier 2:0 gewann, konnte Polen sogar die Niederlage in Belgien und das torlose Heimspiel gegen die Belgier verkraften. Denn am Ende hatten beide zwar 8:4 Punkte und dieselbe Tordifferenz, aber Polen hatte mehr Tore geschossen. Belgien konnte sich dann aber durch die Playoff-Spiele gegen die Niederländer ebenfalls qualifizieren und sollte in Mexiko eine bessere Rolle spielen.
1986 war man in Polen zwar überzeugt davon, dass mit Boniek, einem der europäischen Superstars, eine weitaus schlagkräftigere Truppe beisammen war als noch 1982. Die Ernüchterung erfolgte im ersten Gruppenspiel gegen Marokko. Mehr als ein 0:0 sprang nicht heraus. Ein neuer Modus, der auch Drittplatzierten erlaubte, in die nächste Runde zu kommen, sorgte für die Entscheidung im zweiten Spiel. Durch einen 1:0-Sieg über Portugal war eine Vorentscheidung für die Qualifikation zum Achtelfinale gefallen. Die 0:3-Niederlage gegen England fiel nicht mehr ins Gewicht. Jedoch war die Reise im Achtelfinale durch eine deutliche 0:4-Niederlage gegen den Topfavoriten Brasilien bereits beendet und damit verabschiedete sich Polen für längere Zeit von der WM-Bühne. Antoni Piechniczek, der als einziger Trainer Polen zu zwei WM-Endrunden geführt hatte, trat nach der WM von seinem Amt als Nationaltrainer zurück. Seine Nachfolger waren allerdings nicht sehr erfolgreich. Denn es sollte 16 Jahre dauern, bis wieder eine polnische Nationalmannschaft zu einer Fußball-WM reisen durfte.

### 1990 in Italien
Für die Qualifikation zur zweiten WM in Italien mussten die Polen gegen Schweden, England und Albanien antreten. Lediglich gegen Albanien konnten beide Spiele gewonnen werden, gegen England reichte es daheim nur zu einem 0:0. Damit wurde nur der dritte Platz belegt. Für die WM-Endrunde qualifizierten sich Gruppensieger Schweden und England als einer der zwei besten Gruppenzweiten der drei Vierergruppen. England belegte im Endrundenturnier den 4. Platz, Schweden schied dort in der Vorrunde aus.

### 1994 in den Vereinigten Staaten
Für die Qualifikation zur WM in den USA wurden die Polen in eine Sechsergruppe mit Norwegen, der Niederlande, wieder England, der Türkei und San Marino gelost, das erstmals teilnahm. Mit nur drei Siegen, davon zwei gegen San Marino, und zwei Remis wurde am Ende nur Platz 4 belegt. Norwegen und Niederlande qualifizierten aus dieser Gruppe für die WM-Endrunde in den USA.

### 1998 in Frankreich
Die Qualifikation zur zweiten WM in Frankreich verlief nicht viel besser. Wieder war England einer der Qualifikationsgegner, hinzu kam Italien. Beide lagen am Ende vor Polen, das nur Georgien und Moldau noch hinter sich ließ, dabei aber sogar in Georgien verlor. England und Italien qualifizierten aus dieser Gruppe für die WM-Endrunde in Frankreich.

### 2002 in Japan und Südkorea
In der Qualifikation für die erste WM in Asien knüpfte Polen dann wieder an alte Zeiten an. Die Ukraine, Belarus, Norwegen, Wales und Armenien wurden auf die Plätze verwiesen und nur das Spiel in Belarus verloren. Gruppenzweiter wurde die Ukraine, die jedoch das Playoff um die Endrundenteilnahme gegen Deutschland verlor.
Nach dieser souveränen Qualifikation war die Euphorie bei den polnischen Fans riesig. Das Spiel gegen den Co-Gastgeber Südkorea ging mit einem Paukenschlag 0:2 (0:1) verloren. Nach der deutlichen 0:4 (0:1)-Niederlage gegen Portugal war Polen dann bereits vorzeitig ausgeschieden. Der 3:1 (2:0)-Sieg über die USA war hochverdient und hätte sogar höher ausfallen können, hatte aber nur noch statistischen Wert. In der Abschlusstabelle belegte Polen mit 3 Punkten und 3:7 Toren aus 3 Spielen den vierten und letzten Platz. Mit dem frühen Aus endete die Amtszeit von Jerzy Engel, sein Nachfolger wurde Zbigniew Boniek, der aber bereits nach nur fünf Spielen als Trainer zurücktrat.

### 2006 in Deutschland
Polen war für die zweite Weltmeisterschaft in Deutschland als einer der beiden besten Gruppenzweiten der acht europäischen Qualifikationsgruppen direkt qualifiziert. Von den zehn Gruppenspielen gingen nur zwei verloren, beide gegen den späteren Gruppensieger England, aber mit 27:9 Toren hatte Polen eine bessere Tordifferenz und mehr Tore erzielt als England. Allerdings waren die restlichen Qualifikationsgegner auch keine großen Brocken: Österreich, Nordirland, Wales und Aserbaidschan hatten sich lange nicht mehr oder noch nie für die WM qualifiziert (Österreich zuletzt 1998). Dennoch schürte dies große Hoffnungen bei den polnischen Fußballfans, nach der Enttäuschung der letzten WM endlich wieder an große Zeiten anzuknüpfen. Nach dem Wandel im Ostblock, der auch durch die polnischen Arbeiter um Lech Wałęsa ausgelöst worden war, war es den polnischen Fußballfans nun auch möglich – im Gegensatz zu 1974, als nur ausgesuchte „Fans“ die Spiele besuchen durften – zu den Spielen ins Nachbarland zu reisen. Jedoch zerstörte bereits die überraschende Auftaktniederlage gegen Ecuador sämtliche Hoffnungen auf eine erfolgreiche WM. Gereist war nach Deutschland eine fast vollständig andere Mannschaft im Vergleich zu den Spielen der Qualifikationsrunde. Das Spiel gegen Ecuador wurde mit 0:2 (0:1) verloren, nachdem Polen in der Defensive nicht immer sattelfest war und in der Offensive teilweise rat- und ideenlos agierte und am Ende mit zwei Lattentreffern auch noch das Pech hinzukam. Das zweite Spiel gegen den Gastgeber Deutschland ging mit 0:1 (0:0) verloren. Polen konnte zwar bis in die Nachspielzeit mit Glück und dank ihres Torwarts Artur Boruc das 0:0 halten, nachdem allerdings Sobolewski zu Beginn der Schlussphase nach einem taktischen Foul die zweite Gelbe Karte sah und somit des Feldes verwiesen wurde, nahm der Druck auf das polnische Tor massiv zu. Nachdem in der 90. Minute Klose und Ballack jeweils nur die Latte trafen, war es Neuville, dem in der 1. Minute der Nachspielzeit das Tor gelang, was durch den Sieg Ecuadors am folgenden Tag das WM-Aus für Polen bedeutete.
Im dritten Spiel gegen das zu diesem Zeitpunkt ebenfalls ausgeschiedene Costa Rica bemühte sich Polen zwar um Wiedergutmachung für das vorzeitige WM-Aus, das Spiel der polnischen Mannschaft erinnerte jedoch stark an die beiden vorangegangenen Spiele. Am Ende konnte die polnische Mannschaft ein eher schwaches Spiel durch die Tore von Bartosz Bosacki mit 2:1 (1:1) gewinnen und schied in der Gruppe A als Dritter (3 Spiele, 1 Sieg und 2 Niederlagen, 2:4 Tore (−2), 3 Punkte) vor Costa Rica mit drei Punkten Rückstand auf den für das Achtelfinale qualifizierenden zweiten Platz aus. Damit verabschiedete sich Polen wieder für mindestens 12 Jahre von der WM-Bühne. Nach dem enttäuschenden Ausscheiden wurde Nationaltrainer Paweł Janas durch den niederländischen Trainer Leo Beenhakker ersetzt.

### 2010 in Südafrika
In die Qualifikation für die erste WM in Afrika ging Polen dann aber mit Franciszek Smuda. Aber in einer Sechsergruppe (Gruppe 3) mit der Slowakei, die sich erstmals qualifizieren konnte, Slowenien, Tschechien, Nordirland und San Marino – allesamt keine großen Brocken (nur Tschechien stand im September 2008 vor Beginn der Qualifikation in der FIFA-Weltrangliste in den Top 10 und fiel durch die verpasste Qualifikation auf Platz 18) – verlief diese wieder extrem schlecht. Immerhin gelang beim 10:0 gegen „Fußballzwerg“ San Marino der höchste Sieg der Länderspielgeschichte. Aber als Vorletzter war die Qualifikation nicht möglich. Smuda blieb zwar noch bis zur Heim-EM im Amt, nach dem Aus in der EM-Vorrunde wurde sein Vertrag aber nicht verlängert. Aus dieser Gruppe qualifizierte sich der Gruppensieger Slowakei direkt, sowie der Gruppenzweite Slowenien nach gewonnenem Playoff gegen Russland (Zweiter der Gruppe 4) für die WM-Endrunde in Südafrika.

### 2014 in Brasilien
In die Qualifikation für die zweite WM in Brasilien ging Polen dann mit Waldemar Fornalik als Nationaltrainer. Wieder einmal war England der Gruppengegner, zudem die Ukraine, mit der zusammen 2012 die EM veranstaltet wurde, Montenegro, Moldau und erneut San Marino. Mit drei Siegen – davon zwei gegen San Marino – sowie vier Remis und drei Niederlagen belegte Polen abgeschlagen nur den vierten Platz und Fornalik durfte seinen Platz als Nationaltrainer wieder räumen. Für die WM-Endrunde in Brasilien qualifizierte sich nur Gruppensieger England, der Gruppenzweite Ukraine scheiterte in den Playoff-Spielen der acht besten Gruppenzweiten gegen Frankreich.

### 2018 in Russland
In der Qualifikation, die im September 2016 begann, trafen die Polen auf Dänemark, Rumänien, Montenegro, Armenien und Kasachstan. Polen, das seit 2013 von Adam Nawałka trainiert wird, gewann acht Spiele und gab nur beim 2:2 im ersten Spiel in Kasachstan und der 0:4-Niederlage in Dänemark Punkte ab. Mit 16 von 28 Toren hatte Robert Lewandowski, der damit bester europäischer Torschütze der Qualifikation war, daran einen maßgeblichen Anteil. Dennoch konnte die direkte Qualifikation als Gruppensieger erst am letzten Spieltag gesichert werden. Der Gruppenzweite Dänemark konnte sich in den Playoff-Spielen der besten acht Gruppenzweiten gegen Irland durchsetzen und qualifizierte sich ebenfalls für die WM-Endrunde in Russland.
In Russland konnten die Erwartungen nicht erfüllt werden. Bei der Auslosung als Gruppenkopf gesetzt, verloren die Polen das Auftaktspiel gegen den Senegal mit 1:2 und hatten nach dem 0:3 gegen Kolumbien schon keine Chance mehr, das Achtelfinale zu erreichen. Das 1:0 gegen Japan war dann nur noch ein versöhnlicher Abschluss.

### 2022 in Katar
In der Qualifikation waren zunächst England, Ungarn, Albanien, Andorra und San Marino die Gegner. Die Polen starteten im März 2021 mit einem 3:3 in Ungarn, mit dem Spiel alleiniger zweithäufigster Gegner der Polen. Drei Tage später folgte ein 3:0 gegen Andorra, gegen das erstmals ein Pflichtspiel bestritten wurde. Weitere drei Tage später folgte eine 1:2-Niederlage in England. Im September gelangen dann Siege gegen Albanien (4:1) und in San Marino (7:1) sowie ein 1:1 im Rückspiel gegen England. Mit drei Siegen (5:0 gegen San Marino, 1:0 in Albanien und 4:1 in Andorra) sicherten sich die Polen dann den zweiten Platz hinter England, so dass sie sich im letzten Spiel eine 1:2-Heimniederlage gegen Ungarn leisten konnten, um als Gruppenzweiter in die Playoffs zu ziehen. Hier sollten sie im März 2022 zunächst in Russland gegen Russland spielen und würden bei einem Sieg gegen Schweden oder Tschechien um das WM-Ticket spielen. Nach dem russischen Überfall auf die Ukraine im Februar 2022 entschieden sich Polen, Schweden und Tschechien, nicht gegen Russland antreten zu wollen. Die FIFA beschloss daraufhin „erste Sofortmaßnahmen“. Demnach hätten alle Heimspiele Russlands auf neutralem Boden ausgetragen werden müssen, der russische Fußballverband hätte nicht mehr unter dem Namen „Russland“ antreten dürfen, sondern hätte auf „russischer Fußballverband (RFU)“ ausweichen müssen und bei Spielen wäre weder die russische Flagge gezeigt noch die russische Hymne gespielt worden. Der Präsident des polnischen Fußballverbands, Cezary Kulesza, bezeichnete die FIFA-Sanktionen als „inakzeptabel“ und betonte, dass man kein Spiel gegen Russland bestreiten werde, ganz egal, wie die russische Mannschaft heiße. Am 28. Februar 2022 schlossen die FIFA und UEFA die russischen Nationalmannschaften und Vereine aus allen Wettbewerben aus. Polen erhielt dann am 8. März ein Freilos für das Spiel gegen Schweden oder Tschechien. Der russische Verband legte dagegen allerdings am selben Tag Beschwerde beim CAS ein. Das Spiel um das WM-Ticket am 29. März 2022 gewann Polen 2:0 gegen Schweden. Vorrundengegner in Katar waren Argentinien, Saudi-Arabien und Mexiko. Durch ein torloses Unentschieden im Auftaktspiel gegen Mexiko und einen 2:0-Sieg gegen Saudi-Arabien konnte sich Polen trotz einer 0:2-Niederlage gegen Südamerikameister Argentinien als Gruppenzweiter für das Achtelfinale qualifizieren. Dort traf die Mannschaft auf Titelverteidiger Frankreich, dem sie mit 1:3 unterlag, sodass sie nach vier Spielen aus dem Turnier ausschied.

### 2026 in Kanada, Mexiko und USA
In der Qualifikation treffen die Polen ab März 2025 entweder auf die Niederlande, Finnland, Litauen und Malta.

## Spieler

### Rangliste der polnischen WM-Spieler mit den meisten Einsätzen

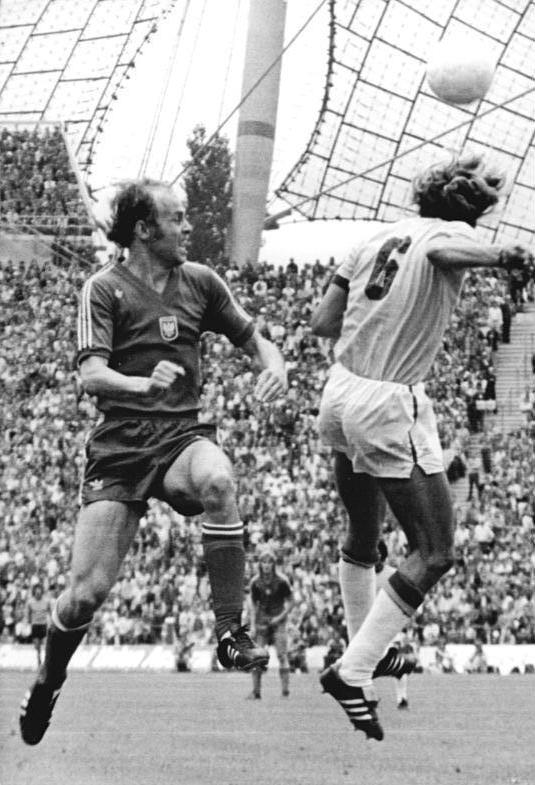
Grzegorz Lato (li.), polnischer Spieler mit den meisten WM-Toren im Spiel um Platz 3 bei der WM 1974

01. Władysław Żmuda – 21 Spiele bei 3 Turnieren (Platz 4 der Bestenliste)
02. Grzegorz Lato – 20 Spiele bei 3 Turnieren (Platz 7 der Bestenliste)
03. Zbigniew Boniek – 16 Spiele bei 3 Turnieren
04. Kazimierz Deyna †, Henryk Kasperczak, Andrzej Szarmach, Antoni Szymanowski – jeweils 13 Spiele bei 2 Turnieren
08. Jerzy Gorgoń – 12 Spiele bei 2 Turnieren
09. Jan Tomaszewski, Józef Młynarczyk, Stefan Majewski – jeweils 11 Spiele bei 2 Turnieren
12. Włodzimierz Smolarek – 10 Spiele bei 2 Turnieren

### Rangliste der polnischen WM-Spieler mit den meisten Toren
01. Grzegorz Lato – 10 Tore (Platz 8 der Bestenliste)
02. Andrzej Szarmach – 7 Tore
03. Zbigniew Boniek – 6 Tore
04. Kazimierz Deyna und Ernst Willimowski – je 4 Tore

### WM-Kapitäne
- 1938: Władysław Szczepaniak
- 1974, 1978: Kazimierz Deyna
- 1982: Władysław Żmuda
- 1986: Zbigniew Boniek
- 2002: Tomasz Waldoch
- 2006: Jacek Bąk
- 2018, 2022: Robert Lewandowski

### Bei Weltmeisterschaften gesperrte Spieler
- 1982: Zbigniew Boniek erhielt im zweiten Spiel der zweiten Finalrunde gegen die UdSSR die zweite Gelbe Karte, weil er den Ball nach dem Pfiff des Schiedsrichters gegen eine Werbebande getreten hatte, und musste im Halbfinale gegen Italien pausieren.
- 1986: Dariusz Dziekanowski erhielt im Achtelfinale gegen Brasilien die zweite Gelbe Karte. Da Polen ausschied, hatte sie keine Wirkung.
- 2002: Piotr Świerczewski erhielt im zweiten Gruppenspiel gegen Portugal die zweite Gelbe Karte und war für das letzte Spiel gegen die USA gesperrt.
- 2006: Radosław Sobolewski erhielt im zweiten Gruppenspiel gegen Deutschland die Gelb-Rote Karte und war für das letzte Spiel gegen Costa Rica gesperrt.
- 2022: Matty Cash erhielt im Achtelfinale gegen Frankreich die zweite Gelbe Karte. Da Polen ausschied, hatte sie keine Wirkung.

### Anteil der im Ausland spielenden Spieler im WM-Kader
Bei den ersten beiden Teilnahmen setzte Polen nur Spieler ein, die in Polen spielten, da es vor dem Zweiten Weltkrieg nicht üblich war, ins Ausland zu wechseln. Nach dem Zweiten Weltkrieg und dem Wandel zum Kommunismus im Machtbereich der UdSSR gab es keine Legionäre mehr, da ein Wechsel zu einer Profimannschaft im Westen nicht möglich war und auch innerhalb des Ostblocks keine Wechsel erfolgten. Mitte der 1970er Jahre durfte dann der ehemalige Rekordnationalspieler Włodzimierz Lubański mit 28 Jahren nach Belgien wechseln und wurde als einziger Legionär in den 78er-Kader berufen. 1986 standen dann schon fünf Legionäre im Kader. Nach dem Umbruch in Osteuropa spielten dann auch jüngere Spieler in Westeuropa und stellten ab 2002 den Hauptteil der polnischen Kader.
| Jahr (Spiele) | Anzahl (Länder) | Spieler (Einsätze) |
| ------------- | --- | --- |
| 1938 (1)      | 0 | |
| 1974 (7)      | 0 | |
| 1978 (6)      | 1 (Belgien) | Włodzimierz Lubański (5) |
| 1982 (7)      | 0 | |
| 1986 (4)      | 5 (1 in Deutschland, 1 in Frankreich, 2 in Italien 1 in Portugal | Stefan Majewski (4); Andrzej Zgutczyński (1); Zbigniew Boniek (4), Władysław Żmuda (1); Józef Młynarczyk (4) |
| 2002 (3)      | 15 (2 in Belgien, 6 in Deutschland, 1 in England, 2 in Frankreich, 1 in Griechenland, 1 in Italien, 1 in den Niederlanden, 1 in der Türkei)                                     | Marcin Żewłakow (3), Michał Żewłakow (2); Tomasz Hajto (2), Radosław Kałużny (2), Tomasz Kłos (2), Paweł Kryszałowicz (3), Jacek Krzynówek (3), Tomasz Waldoch (3); Jerzy Dudek (3); Jacek Bąk (1), Piotr Świerczewski (2); Emmanuel Olisadebe (3); Marek Koźmiński (3); Tomasz Rząsa (1); Radosław Majdan (0) |
| 2006 (3)      | 15 (2 in Deutschland, 3 in England, 1 in Griechenland, 1 in Katar, 2 in Österreich, 1 in Russland, 2 in Schottland, 1 in der Türkei, 2 in der Ukraine)                          | Jacek Krzynówek (3), Euzebiusz Smolarek (3); Kamil Kosowski (1), Tomasz Kuszczak (0), Grzegorz Rasiak (1); Michał Żewłakow (3); Jacek Bąk (3); Sebastian Mila (0), Arkadiusz Radomski (3); Mariusz Jop (1); Artur Boruc (3), Maciej Żurawski (3); Mirosław Szymkowiak (2); Seweryn Gancarczyk (0), Mariusz Lewandowski (2) |
| 2018 (3)      | 19 (1 in Belgien, 1 in Bulgarien, 3 in Deutschland, 5 in England, 1 in Frankreich (beim AS Monaco), 7 in Italien, 1 in Russland)                                                | Łukasz Teodorczyk (2); Jacek Góralski (2); Jakub Błaszczykowski (1), Robert Lewandowski (3), Łukasz Piszczek (2); Jan Bednarek (3), Bartosz Białkowski, Łukasz Fabiański (1), Kamil Grosicki (3), Grzegorz Krychowiak (3); Kamil Glik (2); Bartosz Bereszyński (3), Thiago Cionek (1), Dawid Kownacki (2), Karol Linetty, Arkadiusz Milik (1), Wojciech Szczęsny (2), Piotr Zieliński (3); Maciej Rybus (2)                                                                             |
| 2022 (4)      | 23 (1 in Dänemark, 2 in Deutschland, 3 in England, 2 in Frankreich, 1 in Griechenland, 10 in Italien, 1 in den Niederlanden, 1 in Saudi-Arabien, 1 in Spanien und 1 in den USA) | Kamil Grabara; Robert Gumny, Jakub Kamiński (4); Jan Bednarek (1), Krystian Bielik (3), Matty Cash (4); Przemysław Frankowski (4), Mateusz Wieteska; Damian Szymański (1); Bartosz Bereszynski (4), Kamil Glik (4), Jakub Kiwior (4), Arkadiusz Milik (3), Krzysztof Piatek (2), Wojciech Szczesny (4), Łukasz Skorupski (1), Nicola Zalewski (2), Piotr Zielinski (4), Szymon Zurkowski; Sebastian Szymanski (2); Grzegorz Krychowiak (4); Robert Lewandowski (4); Karol Świderski (1) |

## Spiele
Die Polen bestritten bisher 38 WM-Spiele. Davon wurden 17 gewonnen, 15 verloren und 6 endeten remis. Nur das allererste Spiel musste verlängert werden, da ein Sieger ermittelt werden musste, und Polen verlor in der Verlängerung.
Polen nahm einmal am Eröffnungsspiel gegen den Titelverteidiger teil und musste viermal gegen den Gastgeber antreten: 1974 und 1978 jeweils in der zweiten Finalrunde sowie 2002 und 2006 in der Vorrunde.
Die Polen verloren viermal (1974, 1978, 1982 und 2022) gegen den späteren Weltmeister, erreichten gegen ihn aber 1982 in der Vorrunde ein Remis.
1974 (Spiel um Platz 3), 1978 (Eröffnungsspiel) und 2022 (Achtelfinale) spielte die Mannschaft gegen den Titelverteidiger.
Am häufigsten spielte Polen gegen Brasilien (1938, 1974, 1978, 1986) und traf dreimal auf WM-Neulinge: 1974/Haiti, 1978/Tunesien und 1982/Kamerun
| Alle WM-Spiele |               |                      |                    |   |                         |                                    |                                                                           |
| Nr.            | Datum         | Ergebnis             | Gegner             |   | Austragungsort          | Anlass                             | Bemerkung                                                                 |
| 1              | 5. Juni 1938  | 5:6 n. V. (1:3, 4:4) | Brasilien          | * | Straßburg (FRA)         | Achtelfinale                       | Erstes Länderspiel gegen Brasilien                                        |
| 2              | 15. Juni 1974 | 3:2 (2:0)            | Argentinien        | * | Stuttgart (BRD)         | Erste Finalrunde                   |                                                                           |
| 3              | 19. Juni 1974 | 7:0 (5:0)            | Haiti              | * | München (BRD)           | Erste Finalrunde                   | 275. Länderspiel                                                          |
| 4              | 23. Juni 1974 | 2:1 (2:0)            | Italien            | * | Stuttgart (BRD)         | Erste Finalrunde                   |                                                                           |
| 5              | 26. Juni 1974 | 1:0 (1:0)            | Schweden           | * | Stuttgart (BRD)         | Zweite Finalrunde                  |                                                                           |
| 6              | 30. Juni 1974 | 2:1 (1:1)            | Jugoslawien        | * | Frankfurt am Main (BRD) | Zweite Finalrunde                  |                                                                           |
| 7              | 3. Juli 1974  | 0:1 (0:0)            | BR Deutschland     | A | Frankfurt am Main (BRD) | Zweite Finalrunde                  |                                                                           |
| 8              | 6. Juli 1974  | 1:0 (0:0)            | Brasilien          | * | München (BRD)           | Spiel um Platz 3                   |                                                                           |
| 9              | 1. Juni 1978  | 0:0                  | BR Deutschland     | * | Buenos Aires (ARG)      | Fußball-WM 1978, Erste Finalrunde  |                                                                           |
| 10             | 6. Juni 1978  | 1:0 (1:0)            | Tunesien           | * | Rosario (ARG)           | Fußball-WM 1978, Erste Finalrunde  |                                                                           |
| 11             | 10. Juni 1978 | 3:1 (1:0)            | Mexiko             | * | Rosario (ARG)           | Fußball-WM 1978, Erste Finalrunde  |                                                                           |
| 12             | 14. Juni 1978 | 0:2 (0:1)            | Argentinien        | A | Rosario (ARG)           | Fußball-WM 1978, Zweite Finalrunde |                                                                           |
| 13             | 18. Juni 1978 | 1:0 (0:0)            | Peru               | * | Mendoza (ARG)           | Fußball-WM 1978, Zweite Finalrunde |                                                                           |
| 14             | 21. Juni 1978 | 1:3 (1:1)            | Brasilien          | * | Mendoza (ARG)           | Fußball-WM 1978, Zweite Finalrunde |                                                                           |
| 15             | 14. Juni 1982 | 0:0                  | Italien            | * | Vigo (ESP)              | Erste Finalrunde                   |                                                                           |
| 16             | 19. Juni 1982 | 0:0                  | Kamerun            | * | La Coruña (ESP)         | Erste Finalrunde                   | Erstes Länderspiel einer europäischen Mannschaft gegen Kamerun            |
| 17             | 22. Juni 1982 | 5:1 (0:0)            | Peru               | * | La Coruña (ESP)         | Erste Finalrunde                   |                                                                           |
| 18             | 28. Juni 1982 | 3:0 (2:0)            | Belgien            | * | Barcelona (ESP)         | Zweite Finalrunde                  |                                                                           |
| 19             | 4. Juli 1982  | 0:0                  | Sowjetunion        | * | Barcelona (ESP)         | Zweite Finalrunde                  |                                                                           |
| 20             | 8. Juli 1982  | 0:2 (0:1)            | Italien            | * | Barcelona (ESP)         | Halbfinale                         |                                                                           |
| 21             | 10. Juli 1982 | 3:2 (2:1)            | Frankreich         | * | Alicante (ESP)          | Spiel um Platz 3                   |                                                                           |
| 22             | 2. Juni 1986  | 0:0                  | Marokko            | * | Monterrey (MEX)         | Gruppenspiel                       |                                                                           |
| 23             | 7. Juni 1986  | 1:0 (0:0)            | Portugal           | * | Monterrey (MEX)         | Gruppenspiel                       |                                                                           |
| 24             | 11. Juni 1986 | 0:3 (0:3)            | England            | * | Monterrey (MEX)         | Gruppenspiel                       |                                                                           |
| 25             | 16. Juni 1986 | 0:4 (0:1)            | Brasilien          | * | Guadalajara (MEX)       | Achtelfinale                       |                                                                           |
| 26             | 4. Juni 2002  | 0:2 (0:1)            | Südkorea           | A | Busan (KOR)             | Gruppenspiel                       | Erstes Spiel gegen Südkorea                                               |
| 27             | 10. Juni 2002 | 0:4 (0:1)            | Portugal           | * | Jeonju (KOR)            | Gruppenspiel                       |                                                                           |
| 28             | 14. Juni 2002 | 3:1 (2:0)            | Vereinigte Staaten | * | Daejeon (KOR)           | Gruppenspiel                       |                                                                           |
| 29             | 9. Juni 2006  | 0:2 (0:1)            | Ecuador            | * | Gelsenkirchen (DEU)     | Gruppenspiel                       |                                                                           |
| 30             | 14. Juni 2006 | 0:1 (0:0)            | Deutschland        | A | Dortmund (DEU)          | Gruppenspiel                       |                                                                           |
| 31             | 20. Juni 2006 | 2:1 (1:1)            | Costa Rica         | * | Hannover (DEU)          | Gruppenspiel                       |                                                                           |
| 32             | 19. Juni 2018 | 1:2                  | Senegal            | * | Moskau (RUS)            | Gruppenspiel                       | Erstes Spiel gegen den Senegal, 100. Länderspiel von Jakub Błaszczykowski |
| 33             | 24. Juni 2018 | 0:3                  | Kolumbien          | * | Kasan (RUS)             | Gruppenspiel                       |                                                                           |
| 34             | 28. Juni 2018 | 1:0                  | Japan              | * | Wolgograd (RUS)         | Gruppenspiel                       | 1000. WM-Spiel einer europäischen Mannschaft                              |
| 35             | 22. Nov. 2022 | 0:0                  | Mexiko             | * | Doha (QAT)              | Gruppenspiel                       | 100. Länderspiel von Kamil Glik                                           |
| 36             | 26. Nov. 2022 | 2:0                  | Saudi-Arabien      | * | ar-Rayyan (QAT)         | Gruppenspiel                       |                                                                           |
| 37             | 30. Nov. 2022 | 0:2                  | Argentinien        | * | Doha (QAT)              | Gruppenspiel                       |                                                                           |
| 38             | 4. Dez. 2022  | 1:3                  | Frankreich         | * | Doha (QAT)              | Achtelfinale                       |                                                                           |

### Höchste Siege und Niederlagen
Polen erzielte die höchsten Siege gegen folgende Länder bei WM-Turnieren:
- Argentinien: 1. Finalrunde 1974 3:2 (zudem zweimal 2:1 in Freundschaftsspielen)
- Belgien: 2. Finalrunde 1982 3:0
- Brasilien: Spiel um Platz 3 1974 1:0 (einziger Sieg gegen die brasilianische A-Nationalmannschaft)
- Haiti: 1. Finalrunde 1974 7:0
- Japan: Vorrunde 2018 1:0 (erster von der FIFA gezählter Sieg gegen Japan)
- Mexiko: 1. Finalrunde 1978 3:1
- Peru: 1. Finalrunde 1982 5:1
- Saudi-Arabien: Vorrunde 2022 2:0 (zudem einmal 2:0 in einem Freundschaftsspiel)

Gegen diese Länder kassierte Polen die höchsten Niederlagen bei einem WM-Turnier:
- Argentinien: 2. Finalrunde 1978 und Vorrunde 2022 0:2 (zudem zweimal 0:2 und einmal 1:3 in Freundschaftsspielen)
- Brasilien: Achtelfinale 1986 0:4
- Ecuador: Vorrunde 2006 0:2 (einzige Niederlage gegen Ecuador)
- England: Vorrunde 1986 0:3 (zudem zweimal 0:3 in WM-Qualifikationsspielen)
- Kolumbien: Vorrunde 2018 0:3
- Portugal: Vorrunde 2002 0:4
- Senegal: Vorrunde 2018 1:2 (erstes Spiel gegen den Senegal)
- Südkorea: Vorrunde 2002 0:2 (einzige Niederlage gegen Südkorea)

## Rekorde

### Mannschaft
- Die meisten Turniertore:
  - 1974: 16 in 7 Spielen

### Spieler
- Ernst Willimowski (1938) gelangen als einzigem Spieler vier Tore in einem Auftaktspiel, davon ein Tor nach Verlängerung. Allerdings verlor Polen das Spiel mit 5:6 n. V.
- Torschützenkönig: Grzegorz Lato 1974 mit 7 Toren (nach ihm erzielten nur noch Ronaldo (2002) und Kylian Mbappé (2022) mehr als 7 Tore bei einem Turnier, nämlich jeweils 8 Tore)
- Die meisten Gruppenspiele: Władysław Żmuda, Grzegorz Lato und Mario Kempes (Argentinien) (alle 1974 bis 1982): je 17 – bedingt durch die Tatsache, dass Polen dreimal nacheinander an Turnieren teilnahm, bei denen es eine zweite Finalrunde gab. Dementsprechend haben die meisten polnischen Spieler nur sehr wenige K.-o.-Spiele bestritten.
- Drittschnellstes Tor nach einer Einwechslung: Marcin Żewłakow nach 59 Sekunden gegen die USA bei der WM 2002.
- Bester Torschütze in der Qualifikation: Robert Lewandowski für die WM 2018 mit 16 Toren (zusammen mit Mohammad al-Sahlawi/Saudi-Arabien und Ahmed Khalil/VAE, die aber mehr Spiele bestritten)